# Chadaloh II. (Alaholfinger)

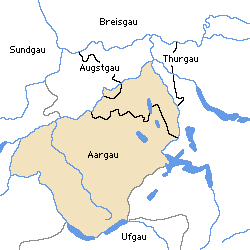
Aargau und Augstgau im 8. Jahrhundert

Chadaloh II. (auch Chadalhoh, Chadalous, Chadelous, Kadalhoh, Chadolt; † nach 31. Juli 896) aus dem Geschlecht der Alaholfinger war zumindest zwischen 890 und 894 Graf im Augstgau und Aargau, zwischen Hochrhein und Aare in der heutigen Schweiz. Er war ein Vertrauter des ostfränkischen Königs Arnulf von Kärnten und sicherte diesem den Augst- und Aargau gegen König Rudolf von Burgund.
Auch im Albgau im südlichen Schwarzwald ist er 890 als Graf bekundet, wobei er sich dieses Gebiet entweder mit dem Grafen Adalbert dem Erlauchten teilte oder möglicherweise dort nur zeitweise während einer Abwesenheit oder vorübergehenden Amtsenthebung Adalberts amtierte.